# Цецилий Стаций
Цецилий Стаций (на латински: Caecilius Statius; * 220 пр.н.е.; † 168 пр.н.е.) e римски поет на комедии.

## Биография
Цецилий е келт от племето на инсубрите от долината на По. Когато римляните чрез множество битки против горно-италианските келти през 223 и 222 пр.н.е. превземат градовете Медиоланум и Комум, Цецилий попада в плен. Идва в Рим и става роб с името Стаций. При неговото освобождение той взема името (gentilnomen) на своя патрон и се казва Цецилий Стаций. На Авентин в Рим Цецилий е приятел и съквартирант (contubernalis) на Ений.
В началото публиката не харесва неговите комедии. Прочутият директор на артисти Амбивий Турпион го съветва и той има успехи.
Цецилий умира през 168 пр.н.е. Гробът му вероятно се намира на гробищата на Яникулум.

## Творчество
От комедиите на Цецилий са познати 42 заглавия, повечето гръцки от латински. Запазени са около 300 верси или фрагменти. Произведението му Plocium (Огърлицата) e разпространено от Авъл Гелий: един стар съпруг се оплаква от своята богата и грозна жена, която го принуждава да изгони една шармантна слугиня.
Той взема пример от прочутия поет на новата комедия Менандър от Атина.
Цицерон пише за негови 15 фрагменти от Synephebi.

## Издания
- Comicorum Romanorum praeter Plautum et Terentium Fragmenta, ed. O. Ribbek, Leipzig 1898, 3. Aufl., Nachdruck 1962
- Warmington, Remains of Old Latin, Bd. 1, 467 ff. London 1935
- A.Traina, Comoedia. Padova 1960, 87 ff.